# 목포가톨릭대학교
목포가톨릭대학교(木浦가톨릭大學校, Mokpo Catholic University)는 전라남도 목포시에 위치한 가톨릭계열 대학이다. 1967년 골롬반 간호학교로 개교하여 1999년 현재의 이름으로 바뀌었다.

## 연혁
대한민국의 교육이념과 가톨릭 교회의 사회적 가르침을 토대로 진리를 추구하고,
학문을 탐구하는 지성과 실력으로 지역사회와 국가 발전에 기여하며,
이웃을 섬기고 세상에 봉사하는 사랑으로 정의와 평화의 인류 공동체 건설에 헌신하는 인재를 양성한다.

1966년 11월 25일 하롤드 헨리에 의해 골룸반 간호학교가 설립되었고, 이듬 해 3월 2일 개교하였다. 1972년 전문학교로 개편되며 골룸반 간호전문학교로 개편되었고, 1979년 전문대학으로 개편되어 성신간호전문대학으로 교명을 변경하였다. 1998년 단과대학으로 개편되어 성신간호대학으로 교명을 변경하고, 1999년 12월 17일, 목포가톨릭대학교로 교명을 변경하여 현재에 이르고 있다.

## 교육편제
목포가톨릭대학교는 2021년 기준, 단과대학 구분 없이 간호학과, 사회복지학과, 유아교육과 등만 운영하고 있으며, 설립된 대학원 과정은 없다.

## 캠퍼스 풍경
목포가톨릭대학교는 전라남도 소재 사립 대학으로, 석현동에 그 캠퍼스가 위치한다. 영산로를 통해 캠퍼스 입구로 진입하면 학생생활관이 보이고, 더 진입하게 되면 대학본부 건물동과 주차장, 별관 및 도서관이 위치한다.